# Чирковский завод
Чирковский Завод — поселок в Слободском районе Кировской области в составе Ленинского сельского поселения.

## География
Находится на правом берегу Вятки на расстоянии примерно 8 км на восток-юго-восток от поселка Вахруши.

## История
Известен с 1926 года как рудник Известковый с 7 хозяйствами и населением 8 человек. В 1950 году учтено 63 хозяйства и 167 жителей. В 1989 году проживало 85 человек. Нынешнее название закрепилось с 1978 года. 

## Население
Постоянное население  составляло 66 человек (русские 91%) в 2002 году, 45 в 2010.